# Tremor
Tremor (třes) je neúmyslný, rytmický svalový pohyb, který se vyskytuje na jedné nebo více částech těla. Mimovolné pohyby se nejčastěji vyskytují na horních i dolních končetinách, na obličeji, na hlasivkách nebo na trupu těla, nejčastěji se třes vyskytuje na rukou. Příčinou bývají jak neurologické poruchy různého původu, tak také jiná onemocnění či podněty (např. prochladnutí, hypoglykemický stav, otrava alkoholem či jinými jedy).

## Příčina
Příčiny třesu leží hluboko v mozku, přesněji někde v mozkové části, která ovládá pohyby svalstva. Tato neurologická porucha se většinou objevuje spolu s nějakou jinou nemocí, např. roztroušenou sklerózou, mozkovou mrtvicí nebo traumatickým poraněním mozku. Tremor mohou způsobit i některé léky – amfetaminy, kofein, kortikosteroidy, způsobit jej může i otrava rtutí nebo selhání jater.
Třes však může signalizovat také hypoglykémii, kterou doprovází palpitace nebo pocení. Stejně tak může třes způsobit nedostatek spánku, nedostatek vitaminu B nebo hořčíku.

## Příznaky
Nejčastěji se objevuje jako příznak onemocnění samotný třes, a to třes rukou, nohou, paží, trupu, hlasivek nebo obličeje. Tremor se může vyskytnout v každém věku vlivem stresu; neurologické potíže, které způsobují tremor, však mají lidé staršího nebo středního věku.

## Druhy tremoru
Tremor můžeme rozdělit do více než 20 skupin. Základní fenomenologické dělení(2) je založeno na okolnostech výskytu dané formy třesu – podle toho, zda se třes objevuje v klidové poloze (klidový), nebo při aktivní inervaci (akční), ve statické zátěži (posturální), či v průběhu pohybu postižené části těla (kinetický a intenční) – Další dělení třesu je možné podle jeho tělesné lokalizace, frekvence (pomalá do 4 Hz, střední 5–7 Hz, rychlá nad 7 Hz) nebo amplitudy (jemná – výchylky do 1 cm, střední 1–2 cm, hrubá nad 2 cm). Třes může být projevem řady různých fyziologických i patologických stavů, objevuje se jako izolovaný příznak nebo jako součást charakteristických syndromů.
- Esenciální tremor – jedná se o nejčastější druh tremoru, může se objevit v každém věku, většinou se však objevuje po 40. roce života, patrný je tremor rukou, někdy i nohou, tento druh tremoru může způsobit stres, nedostatek potravy, dehydratace…
- Parkinsonský tremor – je to typický příznak Parkinsonovy choroby, objevuje se zpravidla po 60. roce života, začíná se rozvíjet více na dolních končetinách.
- Intenční tremor – vzniká ve chvíli, když je porušený mozeček, síla třesu stoupá při chůzi, zejména ke konci chůze.
- Holmesův tremor (cereberální tremor) – tento druh tremoru je vzácný a objevuje se při poruše určité části mozku, která je postižena lézemi, může být také důsledkem chronického alkoholismu nebo konzumace velkého množství léků. Tento tremor vzniká nejčastěji při jaterní encefalopatii nebo při tyreotoxikóze.
- Myoklonická dystonie – je charakterizována paralelním výskytem myoklonu a dystonie. Onemocnění začíná v dětství, nejpozději do 20 let věku. Podobně jako u esenciálního tremoru myoklonus i dystonie výrazně ustupují po požití alkoholu. Porucha se dává do souvislosti s mutací genu DYT11 (jeho produktem je epsilon-sarkoglykan) či genu DYT15.

## Diagnostika
Lékař většinou zjišťuje frekvenci tremoru a zda probíhá v klidové fázi nebo při chůzi, pohledem může zjistit, zda při tremoru vzniká svalová atrofie. Někdy se dělají krevní testy k vyloučení některých diagnóz spojených se štítnou žlázou. Většinou se dělají typická neurologická vyšetření: CT, magnetická rezonance nebo EEG.

## Léčba
Neexistuje žádná léčba, která by tremor vyléčila. Například parkinsonský tremor se léčí pomocí dopaminu nebo látek obsahující THC (v marihuaně) [zdroj?]. U esenciálního tremoru se nasazují beta-blokátory.